# The Line at Hogan's
The Line at Hogan's è un cortometraggio muto del 1912 diretto da Dell Henderson.

## Produzione
Il film fu prodotto dalla Biograph Company.

## Distribuzione
Distribuito dalla General Film Company, il film - un cortometraggio di 196 metri - uscì nelle sale cinematografiche USA il 7 ottobre 1912.
Nelle proiezioni, veniva programmato con il sistema dello split reel, accorpato in un'unica bobina con un altro cortometraggio prodotto dalla Biograph, la commedia A Ten-Karat Hero.
Non si conoscono copie ancora esistenti della pellicola che viene considerata presumibilmente perduta.